# 13. Panzergrenadierdivision (Bundeswehr)
Die 13. Panzergrenadierdivision war eine ca. 12.500 Mann starke Division des Heeres der Bundeswehr. Der Divisionsstab hatte bis zuletzt seinen Sitz in der General-Olbricht-Kaserne in Leipzig. Die Division gehörte zu den Stabilisierungskräften des Heeres. Sie umfasste nahezu alle Heerestruppenteile in den neuen Bundesländern. Truppendienstlich unterstand die Division zuletzt dem Kommando Heer. Am 26. Oktober 2011 wurde die Auflösung der Division angekündigt. Am 28. Juni 2013 erfolgte der Auflösungsappell. Aus Teilen der Dienststelle wurde das neu aufgestellte Ausbildungskommando gebildet. Bereits zuvor wurden die ehemaligen Verbände der 13. Panzergrenadierdivision an die 1. Panzerdivision und die Division Luftbewegliche Operationen (nachmals 10. Panzerdivision) abgegeben.

## Auftrag
Die Division plante und führte Einsätze in nationalen und multinationalen Verbänden zur Landesverteidigung und zur Verteidigung Verbündeter. Als Division der Stabilisierungskräfte war der Verband auch befähigt, als Leitdivision Missionen mit dem Ziel der Konfliktverhütung und Friedensstabilisierung im Rahmen der NATO oder der Europäischen Union durchzuführen. Regelmäßig stellte die Division Kräfte für die dazu benötigten Einsatzkontingente. Die Division war dazu befähigt, das Gefecht der verbundenen Waffen zu führen und bildete dazu unterstellte Verbände aus, beübte diese und stellte damit auch die Aufwuchs- und Durchhaltefähigkeit sicher. Das Üben eines klassischen Gefechts hoher Intensität gegen einen militärischen organisierten Gegner stand nicht mehr im Fokus des Ausbildungsbetriebs.

## Verbandsabzeichen

Altes Wappen

Im dreigeteilten Verbandsabzeichen werden die Wappen der ursprünglichen Stationierungsländer Sachsen, Thüringen, Bayern aufgegriffen. Wesentliche Elemente sind:
- Oben links (heraldisch rechts): Im lasurblauen Schild den viermal gleich breit rot-silbern gestreiften, golden bewehrten und gekrönten Bunten Löwen der Ludowinger. Dieses Feld steht für den Freistaat Thüringen.
- Oben rechts (heraldisch links): Im neunmal von Schwarz und Gold geteilten Feld einen schrägrechten grünen Rautenkranz. Dieses Symbol steht für den Freistaat Sachsen.
- Unten: Der Schild ist hier in Weiß (Silber) und Blau schräg rechts gerautet. Dieses Symbol steht für den Freistaat Bayern.

Der Wappenschild ist von einer silbernen Kordel mit schwarzem eingeflochtenen Faden eingefasst, wie es für eine Division traditionell üblich ist.
Das alte Verbandsabzeichen nahm dagegen nur Bezug auf die Beitrittsländer. In der unteren hochgezogenen Spitze des Schildes waren statt der bayerischen Rauten die Farben Schwarz-Gelb für Sachsen abgebildet, die sich heute unterhalb des Rautenkranzes befinden, so wie es auch im Landeswappen dargestellt ist. Das Feld unter dem Rautenkranz war dagegen einst weiß-grün und entsprach somit den Farben der Flagge Sachsens.

## Gliederung
Die nachfolgende Gliederung zeigt den letzten Stand vor der Auflösung im Juni 2013. Die Anmerkung „Coleur“ weist auf die „Partnereinheit“ des Ergänzungstruppenteiles hin.

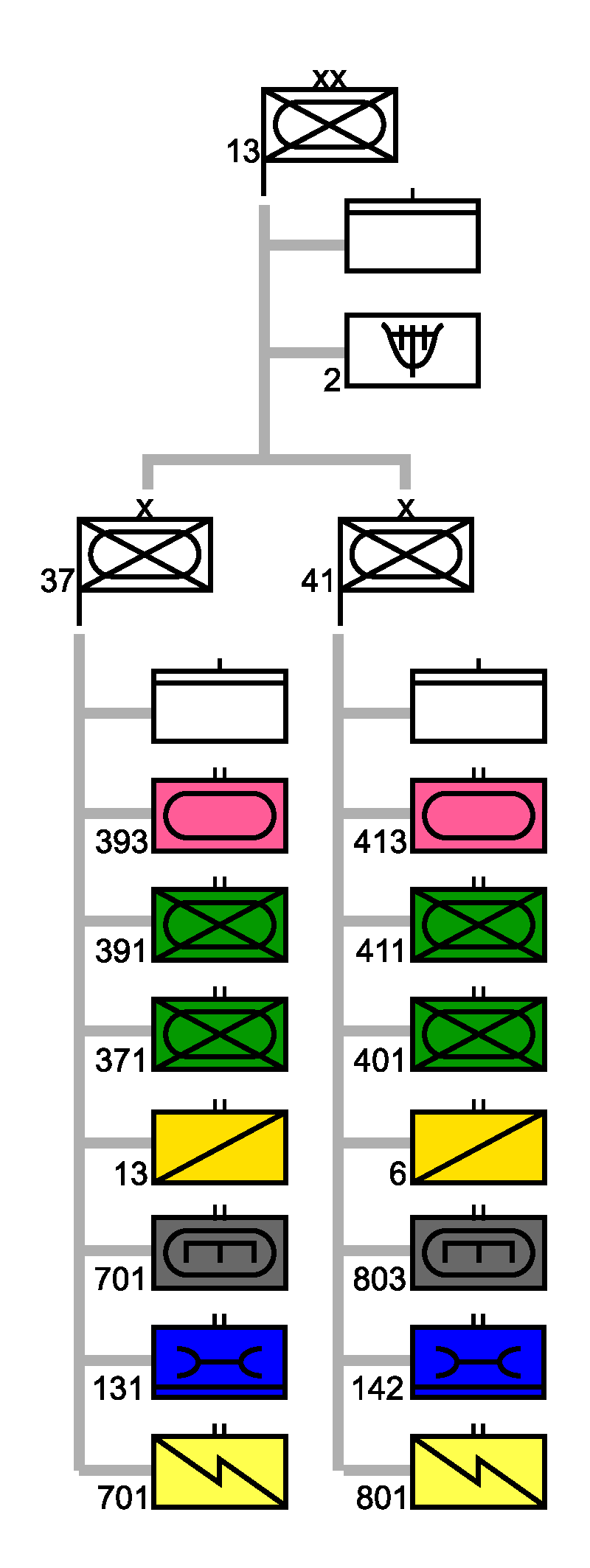
Gliederung

- Stab / Stabskompanie 13. Panzergrenadierdivision, Leipzig
  -  des Heeresmusikkorps 2, Kassel
  -  Fernmeldebataillon 610, Prenzlau (truppendienstliche Unterstellung, für Ausbildung und Einsatz zu Command Support Brigade des multinationalen Korps Nordost)

### Panzergrenadierbrigade 37

Verbandsabzeichen Panzergrenadierbrigade 37

Hinweis: Die Panzergrenadierbrigade 37 führt den Beinamen „Freistaat Sachsen“
- Stab / Stabskompanie Panzergrenadierbrigade 37, Frankenberg/Sa.
  -  Fernmeldebataillon 701, Frankenberg (wird aufgelöst)
  -  Aufklärungsbataillon 13, Gotha
  -  Aufklärungsbataillon 910, Gotha (Couleur: Aufklärungsbataillon 13)
  -  Panzerpionierbataillon 701, Gera
  -  Pionierbataillon 903, Gera (Couleur: Panzerpionierbataillon 701. Nicht aktiv. Kein eigenes Großgerät vorhanden bzw. langzeitlagernd.)
  -  Panzergrenadierbataillon 371, Marienberg
  -  Panzergrenadierbataillon 909, Marienberg (Couleur: Panzergrenadierbataillon 371, nicht aktiv, kein eigenes Großgerät vorhanden bzw. langzeitlagernd.)
  -  Pionierkompanie 953, Marienberg (Couleur: Panzergrenadierbataillon 371. Vorgesehen für ZMZ koordiniert durch Dienststellen der SKB. Teilaktiv. Großgerät wird am örtlichen ZMZ-Stützpunkt vorgehalten.)
  -  Panzergrenadierbataillon 391, Bad Salzungen
  -  Panzerbataillon 393, Bad Salzungen (wird nach Bad Frankenhausen verlegt)
  -  Logistikbataillon 131, Bad Frankenhausen (wird in Versorgungsbataillon 131 umgewandelt)

### Panzergrenadierbrigade 41

Verbandsabzeichen Panzergrenadierbrigade 41

Hinweis: Die Panzergrenadierbrigade 41 führt den Beinamen „Vorpommern“
- Stab / Stabskompanie Panzergrenadierbrigade 41, Neubrandenburg
  -  Fernmeldebataillon 801, Neubrandenburg (wird aufgelöst)
  -  Aufklärungsbataillon 6 „Holstein“, Eutin
  -  Panzerpionierbataillon 803, Havelberg
  -  Pionierbataillon 901, Havelberg (Couleur: Panzerpionierbataillon 803. Nicht aktiv. Kein eigenes Großgerät vorhanden bzw. langzeitlagernd.)
  -  Pionierkompanie 952, Havelberg (Couleur: Panzerpionierbataillon 803. Vorgesehen für ZMZ koordiniert durch Dienststellen der SKB. Teilaktiv. Großgerät wird am örtlichen ZMZ-Stützpunkt vorgehalten.)
  -  Panzergrenadierbataillon 401, Hagenow
  -  Panzerbataillon 413, Torgelow (wurde 2015 in das Jägerbataillon 413 umgewandelt)
  -  Panzergrenadierbataillon 411, Viereck
  -  Pionierkompanie 951, Viereck (Couleur: Panzergrenadierbataillon 411. Vorgesehen für ZMZ koordiniert durch Dienststellen der SKB. Teilaktiv. Großgerät wird am örtlichen ZMZ-Stützpunkt vorgehalten.)
  -  Panzergrenadierbataillon 908, Viereck (Couleur: Panzergrenadierbataillon 411. Nicht aktiv. Kein eigenes Großgerät vorhanden bzw. langzeitlagernd.)
  -  Logistikbataillon 142, Basepohl (wird in Versorgungsbataillon 142 umgewandelt und nach Hagenow verlegt)

## Geschichte
Die Geschichte der Division begann mit der Auflösung der Nationalen Volksarmee der DDR 1990, als die Einheiten des Militärbezirks III im neu geschaffenen – seit 1991 als Division/Wehrbereichskommando (WBK) VII bezeichneten – Wehrbereichskommando VII zusammengefasst wurden. Dieser Verband wurde 1995 in WBK VII/13. Panzergrenadierdivision umbenannt und die anfänglich als Heimatschutzbrigaden bezeichneten unterstellten Brigaden wurden in Panzergrenadierbrigade 37, Panzergrenadierbrigade 38 und Panzerbrigade 39 umbenannt. 1996 wechselte die Panzerbrigade 39 zum Wehrbereichskommando IV/5. Panzerdivision. 1997 wechselte dafür die Panzerbrigade 42 von der 14. Panzergrenadierdivision zur Division. 1996 stellte die Division Truppen für den IFOR Einsatz in Bosnien und Herzegowina. 1997 unterstützte die Division bei der Oderflut. 1998 stellte die Division Kräfte für die 2. SFOR, 2001/2002 folgten weitere Einsätze auf dem Balkan (u. a. SFOR, KFOR). Seit 2001 heißt die Division nach der Trennung vom WBK nur noch 13. Panzergrenadierdivision. 2002 gab die Division das Artillerieregiment 13 ab und die Panzerbrigade 42 wurde ebenso wie 2003 das Führungsunterstützungsregiment 70, sowie die Panzergrenadierbrigade 38 aufgelöst. Beim Elbehochwasser 2002 unterstützte die Division mit eigenen Kräften. 2006 stellte die Brigade Kräfte für das 11. Deutsche Einsatzkontingent ISAF. 2007 wechselte die Panzergrenadierbrigade 41 von der 14. Panzergrenadierdivision zur 13. Panzergrenadierdivision und aus der mittlerweile zur Jägerbrigade 37 umgegliederten Brigade entstand durch Umgliederung und Eingliederung von Teilen der 14. Panzergrenadierdivision erneut die Panzergrenadierbrigade 37. Das Panzeraufklärungsbataillon 13 wurde ebenfalls im Rahmen dieser Umgliederung als Aufklärungsbataillon 13 der Panzergrenadierbrigade 37 unterstellt und die dem Panzeraufklärungsbataillon 13 bisher im Frieden unterstellten Einheiten Panzeraufklärungskompanie 370 und 390 aufgelöst bzw. diesem eingegliedert.
Am 26. Oktober 2011 wurde die Auflösung der Division angekündigt. Aus der Dienststelle wurde das neu aufgestellte Ausbildungskommando gebildet. Die Panzergrenadierbrigade 37 wurden der neuen 10. Panzerdivision in Veitshöchheim, die Panzergrenadierbrigade 41 der 1. Panzerdivision in Oldenburg unterstellt.

## Partnerschaften
Die Division unterhielt partnerschaftliche Beziehungen zur 1. (US) Infanteriedivision sowie zur 11. polnischen Panzerkavalleriedivision aus Żagań.

## Kommandeure
| Nr. | Name                                                                                             | Beginn der Berufung | Ende der Berufung  |
| --- | ------------------------------------------------------------------------------------------------ | ------------------- | ------------------ |
| 8   | Generalmajor Erich Pfeffer                                                                       | 1. August 2011      | 28. Juni 2013      |
| 7   | Generalmajor Achim Lidsba (vom 14. bis 31. Juli 2011 führte Brigadegeneral Klaus von Heimendahl) | 21. Juni 2010       | 14. Juli 2011      |
| 6   | Generalmajor Reinhard Kammerer                                                                   | August 2006         | 21. Juni 2010      |
| 5   | Generalmajor Roland Kather                                                                       | 19. September 2003  | August 2006        |
| 4   | Generalmajor Wolf-Dieter Löser                                                                   | 1. April 2001       | 19. September 2003 |
| 3   | Generalmajor Werner Widder                                                                       | 1. April 1998       | 31. März 2001      |
| 2   | Generalmajor Michael von Scotti                                                                  | 1. April 1995       | 31. März 1998      |
| 1   | Generalmajor Ekkehard Richter                                                                    | Oktober 1990        | 31. März 1995      |